# Chiesa di San Giacomo Apostolo (Calestano)
La chiesa di San Giacomo Apostolo è un luogo di culto cattolico dalle forme romaniche e barocche, situato nel piccolo centro di Vallerano, frazione di Calestano, in provincia e diocesi di Parma; è sede di una parrocchia compresa nella zona pastorale della Montagna.

## Storia
Il luogo di culto originario fu costruito in epoca medievale; la più antica testimonianza della sua esistenza risale al 1230, quando la cappella fu citata nel Capitulum seu Rotulus Decimarum della diocesi di Parma tra le dipendenze della pieve di Castrignano.
Nel 1564 la chiesa fu elevata a sede parrocchiale autonoma.
All'incirca tra il 1691 e il 1715 il tempio fu parzialmente ricostruito e ristrutturato.
Nei primi anni del XIX secolo fu edificato il campanile.
Nel 1975 il luogo di culto fu sottoposto a interventi di ristrutturazione, con la sostituzione della pavimentazione interna e la risistemazione delle decorazioni.
Il 23 dicembre del 2008 una violenta scossa tellurica colpì la zona, provocando vari danni alla chiesa, che fu dichiarata inagibile; tra il 2016 e il 2017 furono eseguiti i lavori di consolidamento strutturale e restauro.

## Descrizione

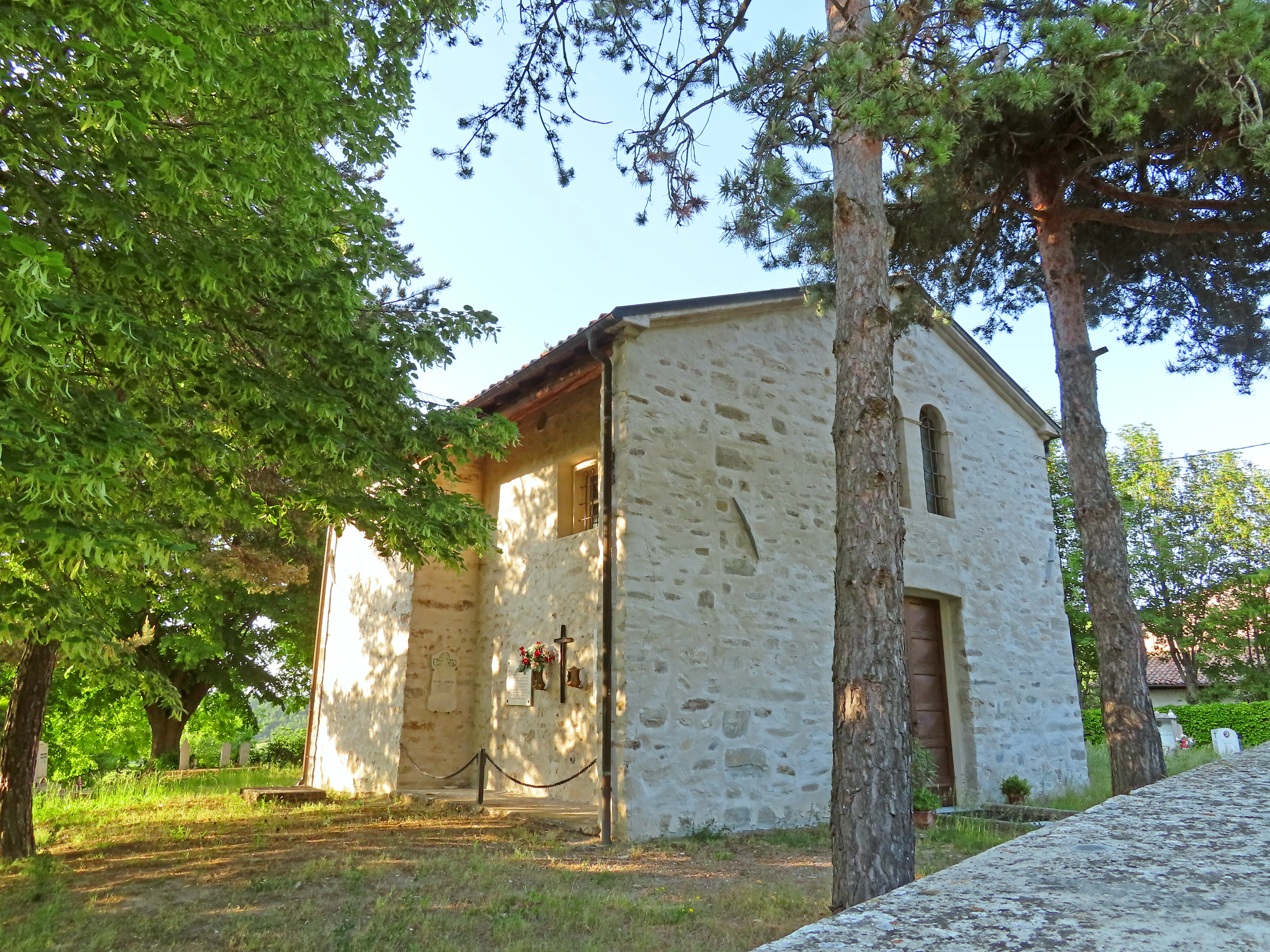
Facciata e lato ovest

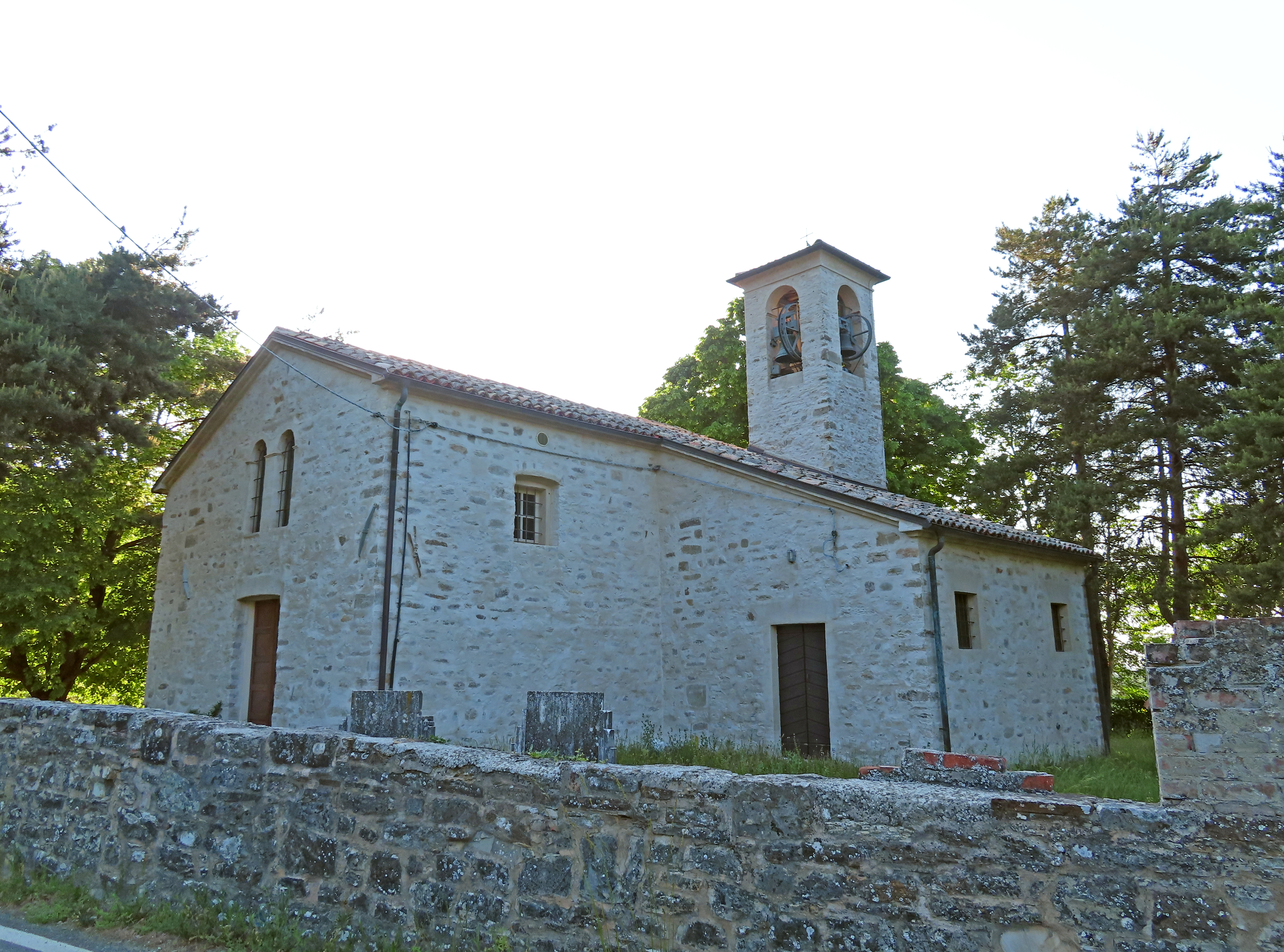
Facciata e lato est

La chiesa si sviluppa su un impianto a navata unica affiancata da una cappella per lato, con ingresso a sud e presbiterio absidato a nord; intorno si estende il cimitero della frazione.
La semplice e asimmetrica facciata a capanna, interamente rivestita in pietra a maglia irregolare come il resto dell'edificio, è caratterizzata dalla presenza dell'ampio portale d'ingresso principale, sormontato da una bifora ad arco a tutto sesto, scandita da un pilastrino dorico in laterizio; a coronamento si sviluppa lungo gli spioventi del tetto un cornicione modanato in cotto, che prosegue anche sui fianchi.
Dal fianco destro aggetta il volume della cappella laterale, accessibile attraverso l'ingresso secondario; dal retro emerge il piccolo campanile, con cella campanaria aperta sulle quattro fronti attraverso ampie monofore ad arco a tutto sesto.
All'interno la navata, coperta da una volta a botte lunettata dipinta in stile eclettico, è affiancata da una serie di lesene coronate da capitelli dorici, a sostegno del cornicione perimetrale modanato; le cappelle si affacciano sull'aula attraverso ampie arcate a tutto sesto.
Il presbiterio, lievemente sopraelevato, è preceduto dall'arco trionfale a tutto sesto, retto da paraste doriche; l'ambiente, chiuso superiormente da una volta a botte lunettata affrescata, accoglie l'altare maggiore marmoreo a mensa, aggiunto tra il 1970 e il 1980; sul fondo l'abside a pianta poligonale è coperta da catino con spicchi a vela lunettati.